# Montemezzo
Montemezzo là một đô thị ở tỉnh Como trong vùng Lombardia, có cự ly khoảng 80 kilômét (50 mi) về phía bắc của Milano và khoảng 45 kilômét (28 mi) về phía đông bắc của Como. Tại thời điểm ngày 31 tháng 12 năm 2004, đô thị này có dân số 270 người và diện tích là 9,1 km².
Montemezzo giáp các đô thị: Gera Lario, Samolaco, Sorico, Trezzone, Vercana.